# Futbol'nyj Klub Dynamo Kyïv 2015-2016
Questa voce raccoglie le informazioni riguardanti il Futbol'nyj Klub Dynamo Kyïv, meglio conosciuta come Dinamo Kiev, nelle competizioni ufficiali della stagione 2015-2016.

## Stagione
Dopo il double centrato l'anno precedente, la squadra allenata dall'ex attaccante della Dinamo e della nazionale ucraina Serhij Rebrov torna in Champions League dopo tre anni.
La stagione si apre subito con una sconfitta (0-2) contro i rivali storici dello Šachtar in supercoppa d'Ucraina. La prima partita in campionato è giocata a Dnipropetrovsk contro lo Stal' Dniprodzeržyns'k (2-1) a seguito della rinuncia da parte del Metalurh Donec'k a prendere parte alla Prem"jer-liha. Alla seconda giornata c'è l'esordio in casa allo Stadio Olimpico di Kiev contro l'Olimpik Donec'k che viene battuto per 2-0.
Alla quarta giornata la squadra della capitale si impone per 2-1 sul campo del Dnipro, portandosi al primo posto in solitaria. Il primo pareggio (0-0) arriva alla sesta giornata, a Zaporižžja contro lo Zorja Luhans'k.
La prima sconfitta in campionato avviene il 17 ottobre, in casa, nel derby d'Ucraina contro i rivali dello Šachtar per 0-3. Il girone d'andata si conclude con Dinamo e Šachtar appaiate al primo posto a pari punti.
Il 24 aprile con la vittoria per 1-0 sul Vorskla, la Dinamo Kiev si aggiudica il suo 15º scudetto, il secondo consecutivo.
L'esordio in Coppa d'Ucraina in casa dell'Hirnyk Komsomol's'k termina con un roboante 6-0. Gli ottavi di finale, contro l'Obolon' Kiev, vengono superati agevolmente con un risultato complessivo di 7-0. Ai quarti di finale, con un complessivo di 1-2, la Dinamo Kiev viene eliminata a sorpresa dall'Oleksandrija.

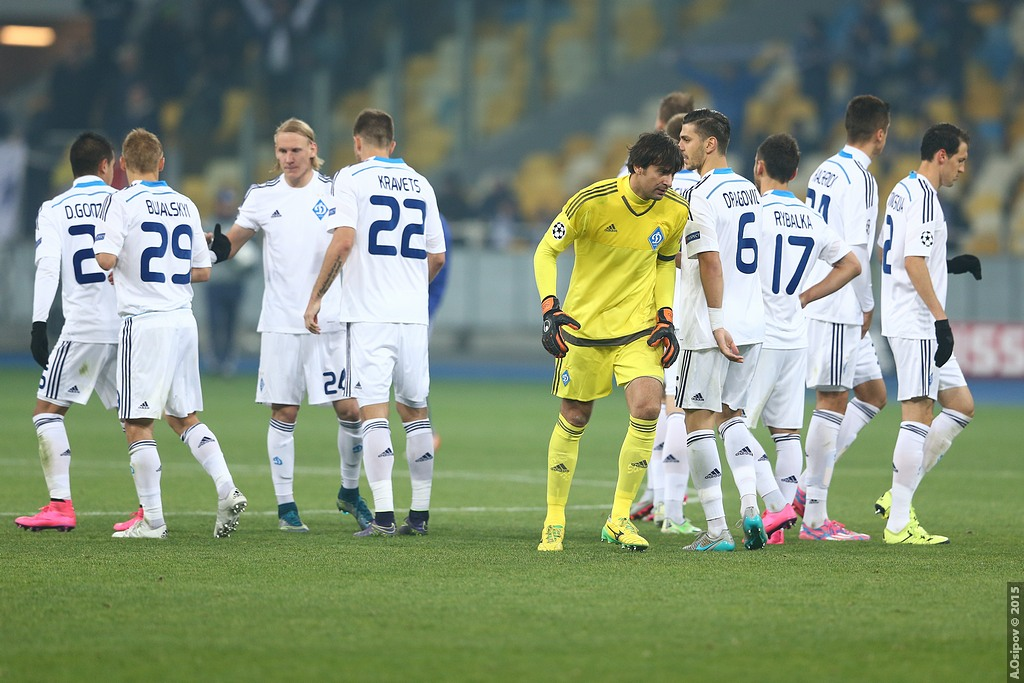
La squadra scesa in campo contro il

Il 27 agosto a Montecarlo vengono sorteggiati i gironi che compongono la UEFA Champions League 2015-2016. I campioni di Ucraina pescano il Chelsea, campione d'Inghilterra, il Porto, vicecampioni di Portogallo, e il Maccabi Tel Aviv, campione d'Israele.
Il 16 settembre c'è l'esordio in casa, in Champions League, contro il Porto con risultato finale di 2-2. La prima vittoria arriva nel secondo incontro, in Israele, contro il Maccabi per 2-0. La prima sconfitta arriva alla quarta giornata del Gruppo H: 1-2 contro il Chelsea. Con la vittoria per 1-0 contro il Maccabi, gli ucraini si qualificano agli ottavi di finale, superando il girone di Champions dopo 16 anni.
Il 14 dicembre a Nyon vengono sorteggiati gli accoppiamenti per la fase a eliminazione diretta di Champions League. Agli ottavi di finale la Dinamo Kiev se la vedrà con gli inglesi del Manchester City, vicecampione di Premier League. La gara di andata si conclude con il risultato di 1-3 e interrompe la striscia di risultati positivi della Dinamo, che in Europa durava da nove partite. La gara di ritorno si conclude sullo 0-0 e sancisce l'eliminazione degli ucraini dalla competizione.

## Maglie e sponsor
|  | Casa |  | Trasferta |

## Organigramma societario
Dal sito internet ufficiale della società.
Area tecnica
- Allenatore: Serhij Rebrov
- Allenatore in seconda: Raul Ruiz

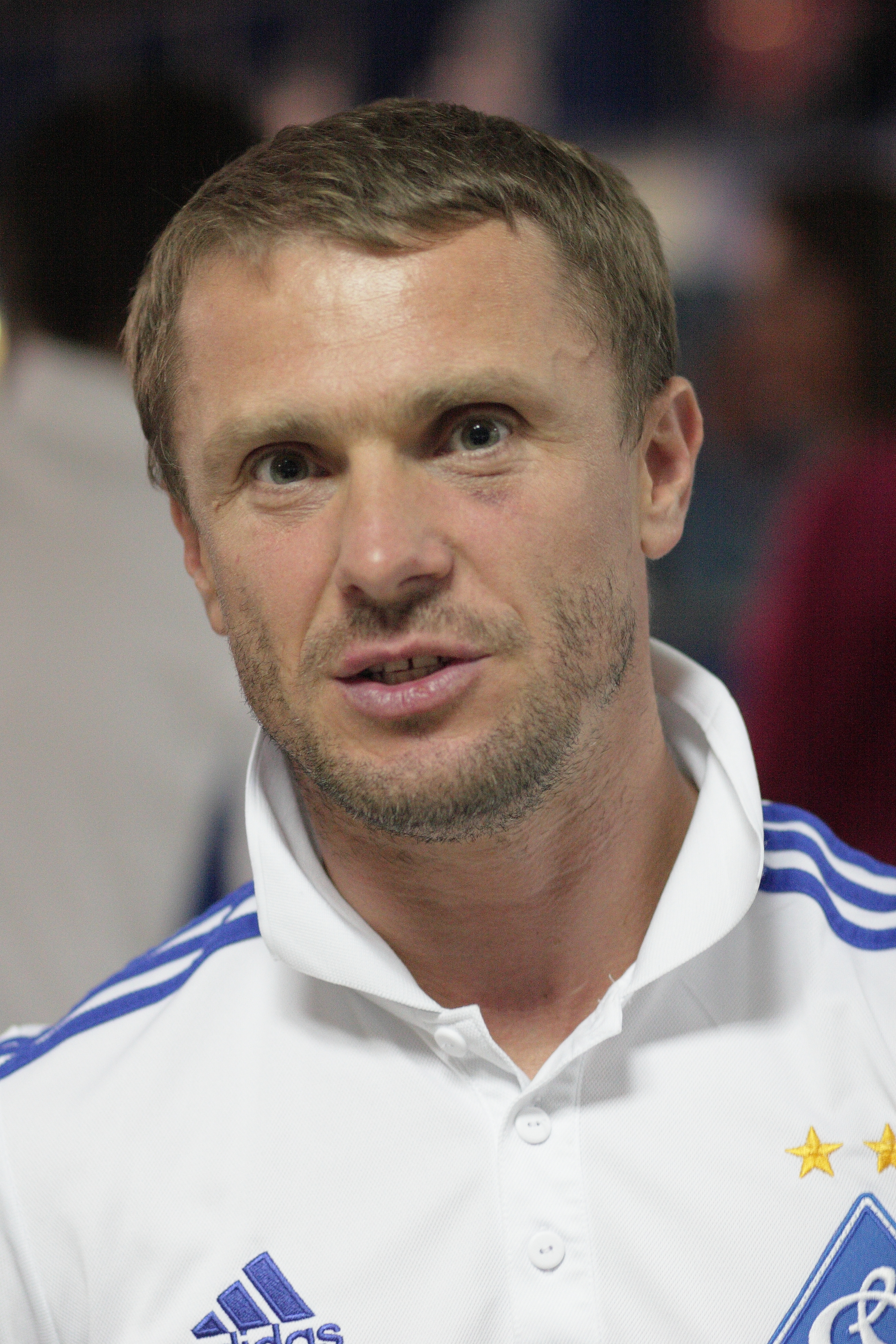
L'allenatore della Dinamo Kiev, Serhij Rebrov, al suo secondo anno sulla panchina dei bianchi.

- Allenatore in terza: Serhij Fedorov
- Preparatore dei portieri: Mychajlo Mychajlov
- Preparatori atletici: Vytalij Kulyba, Volodymyr Jarmošuk

Area sanitaria
- Fisioterapisti: Volodymyr Malyuta, Leonid Myronov, Andrij Šmorgun
- Staff medico: Serhij Myronenko, Pavlo Švydkyj, Andrij Sobčenko, Anatolij Sosynovyč, Vasyl' Jaščenko

Area marketing
- Gruppo analitico: Oleksandr Kozlov, Anatolij Kroščenko

Area direttiva
- Amministrazione: Oleksandr Čubarov, Viktor Kašpour, Anatolij Paškovskyi, Pylyp Repetylo

## Rosa
Rosa e numerazione, tratte dal sito ufficiale della Dynamo Kyïv, sono aggiornate al 21 gennaio 2016.
| N. |                        | Ruolo | Calciatore                       |
| -- | ---------------------- | ----- | -------------------------------- |
| 1  | Ucraina (bandiera)     | P     | Oleksandr Šovkovs'kyj (capitano) |
| 2  | Brasile (bandiera)     | D     | Danilo Silva                     |
| 4  | Portogallo (bandiera)  | C     | Miguel Veloso                    |
| 5  | Portogallo (bandiera)  | D     | Vitorino Antunes                 |
| 6  | Austria (bandiera)     | D     | Aleksandar Dragović              |
| 8  | Serbia (bandiera)      | C     | Radosav Petrović                 |
| 7  | Ucraina (bandiera)     | C     | Oleksandr Jakovenko              |
| 9  | Ucraina (bandiera)     | C     | Mykola Morozjuk                  |
| 10 | Ucraina (bandiera)     | A     | Andrij Jarmolenko                |
| 11 | Brasile (bandiera)     | A     | Júnior Moraes                    |
| 16 | Ucraina (bandiera)     | C     | Serhij Sydorčuk                  |
| 17 | Ucraina (bandiera)     | C     | Serhij Rybalka                   |
| 18 | Bielorussia (bandiera) | C     | Nikita Korzun                    |
| 19 | Ucraina (bandiera)     | C     | Denys Harmaš                     |
| 20 | Ucraina (bandiera)     | C     | Oleh Husjev                      |
| 21 | Croazia (bandiera)     | C     | Niko Kranjčar                    |
| 22 | Ucraina (bandiera)     | A     | Artem Kravec'                    |

| N. |                         | Ruolo | Calciatore            |
| -- | ----------------------- | ----- | --------------------- |
| 23 | Ucraina (bandiera)      | P     | Oleksandr Rybka       |
| 24 | Croazia (bandiera)      | D     | Domagoj Vida          |
| 25 | Paraguay (bandiera)     | A     | Derlis González       |
| 26 | Ucraina (bandiera)      | D     | Mykyta Burda          |
| 27 | Ucraina (bandiera)      | D     | Jevhen Makarenko      |
| 29 | Ucraina (bandiera)      | C     | Vitalij Bujal's'kij   |
| 32 | Ucraina (bandiera)      | D     | Valerij Fedorčuk      |
| 34 | Ucraina (bandiera)      | D     | Jevhen Chačeridi      |
| 41 | Ucraina (bandiera)      | A     | Roman Jaremčuk        |
| 45 | Ucraina (bandiera)      | C     | Vladyslav Kalytvyncev |
| 52 | Ucraina (bandiera)      | P     | Heorhij Buščan        |
| 72 | Ucraina (bandiera)      | P     | Artur Rudko           |
| 85 | RD del Congo (bandiera) | A     | Dieumerci Mbokani     |
| 88 | Ucraina (bandiera)      | C     | Serhij Mjakuško       |
| 90 | Marocco (bandiera)      | C     | Younès Belhanda       |
| 91 | Polonia (bandiera)      | A     | Łukasz Teodorczyk     |

## Calciomercato

### Sessione estiva
| Acquisti         | Acquisti             | Acquisti            | Acquisti                   |
| R.               | Nome                 | da                  | Modalità                   |
| ---------------- | -------------------- | ------------------- | -------------------------- |
| C                | Mykola Morozjuk      | Metalurh Donec'k    | gratuito                   |
| C                | Radosav Petrović     | Gençlerbirliği      | gratuito                   |
| A                | Derlis González      | Basilea             | definitivo (9,4 milioni €) |
| A                | Júnior Moraes        | Metalurh Donec'k    | gratuito                   |
| Altre operazioni |                      |                     |                            |
| R.               | Nome                 | da                  | Modalità                   |
| D                | Jevhen Selin         | Metalist            | fine prestito              |
| C                | Facundo Bertoglio    | Tigre               | fine prestito              |
| C                | Niko Kranjčar        | QPR                 | fine prestito              |
| C                | Vitālijs Jagodinskis | Hoverla             | fine prestito              |
| C                | Andrij Tsurikov      | Metalurh Zaporižžja | fine prestito              |
| C                | Ognjen Vukojević     | Dinamo Zagabria     | fine prestito              |

| Cessioni         | Cessioni              | Cessioni         | Cessioni                    |
| R.               | Nome                  | a                | Modalità                    |
| ---------------- | --------------------- | ---------------- | --------------------------- |
| P                | Maksym Koval'         | Odense           | prestito                    |
| D                | Betão                 | Évian TG         | gratuito                    |
| D                | Jevhen Selin          | Metalist         | prestito                    |
| C                | Lukman Haruna         | Anži             | prestito                    |
| C                | Vladyslav Kalytvyncev | Čornomorec'      | definitivo                  |
| A                | Jeremain Lens         | Sunderland       | definitivo (11,4 milioni €) |
| A                | Dieumerci Mbokani     | Norwich City     | prestito                    |
| Altre operazioni |                       |                  |                             |
| R.               | Nome                  | a                | Modalità                    |
| D                | Jevhen Selin          | Platanias        | prestito                    |
| C                | Facundo Bertoglio     | Asteras Tripolīs | prestito                    |
| C                | Andrij Tsurikov       | Hoverla          | prestito                    |
| C                | Ognjen Vukojević      | Austria Vienna   | gratuito                    |

### Sessione invernale
| Acquisti         | Acquisti              | Acquisti          | Acquisti              |
| R.               | Nome                  | da                | Modalità              |
| ---------------- | --------------------- | ----------------- | --------------------- |
| D                | Valerij Fedorčuk      | Dnipro            | gratuito              |
| C                | Oleksandr Jakovenko   | Fiorentina        | gratuito              |
| C                | Nikita Korzun         | Dinamo Minsk      | definitivo (700000 €) |
| Altre operazioni |                       |                   |                       |
| R.               | Nome                  | da                | Modalità              |
| P                | Artur Rudko           | Dinamo-2 Kiev     | trasferimento interno |
| D                | Lukman Haruna         | Anži              | fine prestito         |
| C                | Andrés Ramiro Escobar | Atlético Nacional | fine prestito         |
| C                | Vladyslav Kalytvyncev | Čornomorec'       | fine prestito         |
| C                | Andrij Tsurikov       | Hoverla           | fine prestito         |
| A                | Roman Jaremčuk        | Dinamo-2 Kiev     | trasferimento interno |
| A                | Marco Ruben           | Rosario Central   | fine prestito         |

| Cessioni         | Cessioni              | Cessioni        | Cessioni                    |
| R.               | Nome                  | a               | Modalità                    |
| ---------------- | --------------------- | --------------- | --------------------------- |
| C                | Younès Belhanda       | Schalke 04      | prestito                    |
| A                | Artem Kravec'         | Stoccarda       | prestito oneroso (500000 €) |
| Altre operazioni |                       |                 |                             |
| R.               | Nome                  | a               | Modalità                    |
| P                | Heorhij Buščan        | Dinamo-2 Kiev   | trasferimento interno       |
| C                | Andrés Ramiro Escobar | Millonarios     | prestito                    |
| C                | Niko Kranjčar         |                 | svincolato                  |
| C                | Andrij Tsurikov       | Levadeiakos     | prestito                    |
| A                | Marco Ruben           | Rosario Central | definitivo (2,9 milioni €)  |

## Risultati

### Prem"jer-liha

#### Girone d'andata
| Arbitro: | Hryso (Leopoli) |

|                  |           |                                   |
| Miguel 3’ (aut.) | Marcatori | 45’ Bujal's'kij 53’ (rig.) Husjev |

| Arbitro: | Romanov (Dnipropetrovsk) |

|                           |           |  |
| Jarmolenko 12’ Moraes 61’ | Marcatori |  |

| Arbitro: | Moseičuk (Černivci) |

|  |           |                           |
|  | Marcatori | 88’ Moraes 90’ Jarmolenko |

| Arbitro: | Možarovs'kyj (Leopoli) |

|              |           |                               |
| Fedorčuk 50’ | Marcatori | 25’ (aut.) Douglas 40’ Miguel |

| Arbitro: | Vaks (Chmel'nyc'kyj) |

|                                      |           |  |
| Miguel 22’ Jarmolenko 53’ Moraes 72’ | Marcatori |  |

| Zaporižžja 30 agosto 2015, ore 19:30 EEST 6ª giornata | Zorja               | 0 – 0 referto | Dinamo Kiev | Slavutyč-Arena (6 800 spett.)\| Arbitro: \| Truchanov (Charkiv) \| |
| Arbitro:                                              | Truchanov (Charkiv) |               |             |                                                                    |

| Arbitro: | Derdo (Odessa) |

|                                    |           |  |
| Harmaš 33’ Vida 38’ D. Silva 90+4’ | Marcatori |  |

| Arbitro: | Abdula (Charkiv) |

|  |           |                               |
|  | Marcatori | 43’ Kravec' 62’ (rig.) Husjev |

| Arbitro: | Truchanov (Charkiv) |

|                        |           |  |
| Kravec' 33’ Husjev 60’ | Marcatori |  |

| Arbitro: | Vaks (Chmel'nyc'kyj) |

|  |           |                                                         |
|  | Marcatori | 18’ Bujal's'kij 33’ Antunes 67’ González 71’ Jarmolenko |

| Arbitro: | Abdula (Charkiv) |

|  |           |                                 |
|  | Marcatori | 40’ Marlos 59’, 67’ A. Teixeira |

| Arbitro: | Ivanov (Makiïvka) |

|  |           |                                                                        |
|  | Marcatori | 8’ Jarmolenko 22’ Petrović 47’ Harmaš 61’ Teodorczyk 86’, 90+1’ Husjev |

| Arbitro: | Holovkov (Sjevjerodonec'k) |

|                         |           |  |
| Sydorčuk 34’ Moraes 74’ | Marcatori |  |

#### Girone di ritorno
| Arbitro: | Derdo (Odessa) |

|                       |           |  |
| Jarmolenko 88’, 90+4’ | Marcatori |  |

| Arbitro: | Truchanov (Charkiv) |

|  |           |                                    |
|  | Marcatori | 25’ Moraes 45+1’ Harmaš 70’ Husjev |

| Arbitro: | Vaks (Chmel'nyc'kyj) |

|                                    |           |              |
| González 43’ Jarmolenko 47’ (rig.) | Marcatori | 86’ Kovalec' |

| Arbitro: | Žabčenko (Chmel'nyc'kyj) |

|                           |           |  |
| Jarmolenko 19’ Husiev 38’ | Marcatori |  |

| Arbitro: | Truchanov (Charkiv) |

|           |           |                               |
| Čačua 28’ | Marcatori | 55’ Teodorczyk 64’ Jarmolenko |

| Arbitro: | Možarovs'kyj (Leopoli) |

|            |           |  |
| Moraes 76’ | Marcatori |  |

| Arbitro: | Abdula (Charkiv) |

|  |           |                     |
|  | Marcatori | 15’ Vida 44’ Husjev |

| Arbitro: | Hryso (Leopoli) |

|                                |           |  |
| Jarmolenko 29’, 36’ Husjev 33’ | Marcatori |  |

| Arbitro: | Paskhal (Cherson) |

|  |           |                              |
|  | Marcatori | 48’ Jarmolenko 78’ Chačeridi |

| Arbitro: | Abdula (Charkiv) |

|            |           |  |
| Moraes 36’ | Marcatori |  |

| Arbitro: | Možarovs'kyj (Leopoli) |

|                             |           |  |
| Eduardo 33’, 78’ W. Nem 73’ | Marcatori |  |

| Kiev 7 maggio 2016 25ª giornata | Dinamo Kiev | – (non disputata) | Metalurh Zaporižžja | Olimpiiskyi |

| Arbitro: | Žabčenko (Chmel'nyc'kyj) |

|               |           |                                     |
| Napolov 90+3’ | Marcatori | 7’, 8’, 67’ Teodorczyk 90+4’ Husiev |

### Coppa d'Ucraina
| Arbitro: | Jablons'kyj (Ternopil) |

|  |           |                                                             |
|  | Marcatori | 26’ Kravec' 39’, 65’, 76’ Jarmolenko 56’ Miguel 56’ Antunes |

| Arbitro: | Skrypak (Kiev) |

|  |           |                                 |
|  | Marcatori | 27’ (aut.) Kovalenko 73’ Moraes |

| Arbitro: | Balakin (Kiev) |

|                                               |           |  |
| Harmaš 5’, 32’ Husjev 66’, 69’ Teodorczyk 80’ | Marcatori |  |

| Arbitro: | Možarovs'kyj (Leopoli) |

|           |           |                |
| Basov 30’ | Marcatori | 67’ Jarmolenko |

| Arbitro: | Derdo (Illïčïvs'k) |

|  |           |            |
|  | Marcatori | 25’ Čornij |

### Champions League

#### Fase a gironi
| Arbitro: | Brych |

|                            |           |                    |
| Husjev 20’ Bujal's'kij 89’ | Marcatori | 23’, 81’ Aboubakar |

| Arbitro: | Fernández Borbalán |

|  |           |                             |
|  | Marcatori | 4’ Jarmolenko 50’ J. Moraes |

| Kiev 20 ottobre 2015, ore 20:45 CEST Gruppo G – 3ª giornata | Dinamo Kiev | 0 – 0 referto | Chelsea | Stadio Olimpico (60 291 spett.)\| Arbitro: \| Skomina \| |
| Arbitro:                                                    | Skomina     |               |         |                                                          |

| Arbitro: | Královec |

|                                 |           |              |
| Dragović 34’ (aut.) Willian 83’ | Marcatori | 77’ Dragović |

| Arbitro: | Velasco Carballo |

|  |           |                                    |
|  | Marcatori | 35’ (rig.) Jarmolenko 64’ González |

| Arbitro: | Kuipers |

|            |           |  |
| Harmaš 16’ | Marcatori |  |

#### Fase a eliminazione diretta
| Arbitro: | Mateu Lahoz |

|                 |           |                                |
| Bujal's'kij 59’ | Marcatori | 15’ Agüero 40’ Silva 90’ Touré |

| Manchester 15 marzo 2016, ore 20:45 CEST Ottavi di finale – Ritorno | Manchester City | 0 – 0 referto | Dinamo Kiev | City of Manchester Stadium (43 630 spett.)\| Arbitro: \| Hațegan \| |
| Arbitro:                                                            | Hațegan         |               |             |                                                                     |

### Supercoppa
| Arbitro: | Žabčenko (Chmel'nyc'kyj) |

|  |           |                                 |
|  | Marcatori | 90+2’ (rig.) Srna 90+4’ Bernard |

## Statistiche

### Statistiche di squadra
| Competizione         | Punti | In casa | In casa | In casa | In casa | In casa | In casa | In trasferta | In trasferta | In trasferta | In trasferta | In trasferta | In trasferta | Totale | Totale | Totale | Totale | Totale | Totale | DR  |
| Competizione         | Punti | G       | V       | N       | P       | Gf      | Gs      | G            | V            | N            | P            | Gf           | Gs           | G      | V      | N      | P      | Gf     | Gs     | DR  |
| -------------------- | ----- | ------- | ------- | ------- | ------- | ------- | ------- | ------------ | ------------ | ------------ | ------------ | ------------ | ------------ | ------ | ------ | ------ | ------ | ------ | ------ | --- |
| Prem"jer-liha        | 70    | 13      | 12      | 0       | 1       | 23      | 4       | 13           | 11           | 1            | 1            | 31           | 7            | 26     | 23     | 1      | 2      | 54     | 11     | +43 |
| Coppa d'Ucraina      | -     | 2       | 1       | 0       | 1       | 5       | 1       | 3            | 2            | 1            | 0            | 9            | 1            | 5      | 3      | 1      | 1      | 14     | 2      | +12 |
| Champions League     | 11    | 4       | 1       | 2       | 1       | 4       | 5       | 4            | 2            | 1            | 1            | 5            | 2            | 8      | 3      | 3      | 2      | 9      | 7      | +2  |
| Supercoppa d'Ucraina | -     | -       | -       | -       | -       | -       | -       | -            | -            | -            | -            | -            | -            | 1      | 0      | 0      | 1      | 0      | 2      | -2  |
| Totale               | 81    | 19      | 14      | 2       | 3       | 32      | 10      | 20           | 15           | 3            | 2            | 45           | 10           | 40     | 29     | 5      | 6      | 77     | 22     | +55 |

### Andamento in campionato
| Giornata  | 1 | 2 | 3 | 4 | 5 | 6 | 7 | 8 | 9 | 10 | 11 | 12 | 13 | 14 | 15 | 16 | 17 | 18 | 19 | 20 | 21 | 22 | 23 | 24 | 25 | 26 |
| --------- | - | - | - | - | - | - | - | - | - | -- | -- | -- | -- | -- | -- | -- | -- | -- | -- | -- | -- | -- | -- | -- | -- | -- |
| Luogo     | T | C | T | T | C | T | C | T | C | T  | C  | T  | C  | C  | T  | C  | C  | T  | C  | T  | C  | T  | C  | T  | C  | T  |
| Risultato | V | V | V | V | V | N | V | V | V | V  | P  | V  | V  | V  | V  | V  | V  | V  | V  | V  | V  | V  | V  | P  | V  | V  |
| Posizione | 4 | 2 | 2 | 1 | 1 | 1 | 1 | 1 | 1 | 1  | 2  | 2  | 2  | 2  | 2  | 2  | 2  | 1  | 1  | 1  | 1  | 1  | 1  | 1  | 1  | 1  |

Fonte:  Liga Pari-Match. Season 2015/2016, su fpl.ua, fpl.ua (archiviato dall'url originale il 5 settembre 2015).
Legenda:

Luogo: C = Casa; T = Trasferta. Risultato: V = Vittoria; N = Pareggio; P = Sconfitta.

### Statistiche dei giocatori
In corsivo i calciatori che hanno lasciato la squadra a stagione in corso.
| Giocatore       | Prem"jer-liha | Prem"jer-liha | Prem"jer-liha | Prem"jer-liha | Coppa d'Ucraina | Coppa d'Ucraina | Coppa d'Ucraina | Coppa d'Ucraina | Champions League | Champions League | Champions League | Champions League | Supercoppa d'Ucraina | Supercoppa d'Ucraina | Supercoppa d'Ucraina | Supercoppa d'Ucraina | Totale   | Totale | Totale      | Totale     |
| Giocatore       | Presenze      | Reti          | Ammonizioni   | Espulsioni    | Presenze        | Reti            | Ammonizioni     | Espulsioni      | Presenze         | Reti             | Ammonizioni      | Espulsioni       | Presenze             | Reti                 | Ammonizioni          | Espulsioni           | Presenze | Reti   | Ammonizioni | Espulsioni |
| --------------- | ------------- | ------------- | ------------- | ------------- | --------------- | --------------- | --------------- | --------------- | ---------------- | ---------------- | ---------------- | ---------------- | -------------------- | -------------------- | -------------------- | -------------------- | -------- | ------ | ----------- | ---------- |
| V. Antunes      | 22            | 1             | 2             | 0             | 4               | 1               | 0               | 0               | 6                | 0                | 4                | 0                | 1                    | 0                    | 0                    | 0                    | 33       | 2      | 6           | 0          |
| Y. Belhanda     | 10            | 0             | 5             | 0             | 2               | 0               | 0               | 0               | 2                | 0                | 0                | 0                | 0                    | 0                    | 0                    | 0                    | 14       | 0      | 5           | 0          |
| A. Bjesjedin    | 1             | 0             | 0             | 0             | 0               | 0               | 0               | 0               | 0                | 0                | 0                | 0                | -                    | -                    | -                    | -                    | 1        | 0      | 0           | 0          |
| V. Bujal's'kij  | 18            | 2             | 2             | 0             | 3               | 0               | 0               | 0               | 7                | 2                | 3                | 0                | 0                    | 0                    | 0                    | 0                    | 28       | 4      | 5           | 0          |
| M. Burda        | 0             | 0             | 0             | 0             | 2               | 0               | 0               | 0               | 0                | 0                | 0                | 0                | 0                    | 0                    | 0                    | 0                    | 2        | 0      | 0           | 0          |
| J. Chačeridi    | 15            | 1             | 5             | 1             | 2               | 0               | 2               | 0               | 8                | 0                | 1                | 0                | 0                    | 0                    | 0                    | 0                    | 25       | 1      | 8           | 1          |
| Danilo Silva    | 17            | 1             | 5             | 1             | 2               | 0               | 0               | 0               | 6                | 0                | 2                | 0                | 1                    | 0                    | 1                    | 0                    | 26       | 1      | 8           | 1          |
| A. Dragović     | 17            | 0             | 2             | 1             | 4               | 0               | 0               | 0               | 8                | 1                | 1                | 0                | 1                    | 0 ; -2               | 1                    | 0                    | 30       | 0 ; -2 | 4           | 1          |
| V. Fedorčuk     | 0             | 0             | 0             | 0             | 0               | 0               | 0               | 0               | 0                | 0                | 0                | 0                | -                    | -                    | -                    | -                    | 0        | 0      | 0           | 0          |
| D. González     | 14            | 2             | 0             | 1             | 4               | 0               | 1               | 0               | 8                | 1                | 1                | 0                | -                    | -                    | -                    | -                    | 26       | 3      | 2           | 1          |
| D. Harmaš       | 19            | 3             | 3             | 0             | 3               | 2               | 0               | 0               | 7                | 1                | 2                | 0                | 1                    | 0                    | 0                    | 0                    | 30       | 6      | 5           | 0          |
| O. Husjev       | 24            | 10            | 0             | 0             | 2               | 2               | 0               | 0               | 3                | 1                | 1                | 0                | 1                    | 0                    | 0                    | 0                    | 30       | 13     | 1           | 0          |
| O. Jakovenko    | 4             | 0             | 0             | 0             | 1               | 0               | 0               | 0               | 1                | 0                | 0                | 0                | -                    | -                    | -                    | -                    | 6        | 0      | 0           | 0          |
| R. Jaremčuk     | 0             | 0             | 0             | 0             | 1               | 0               | 0               | 0               | 0                | 0                | 0                | 0                | -                    | -                    | -                    | -                    | 1        | 0      | 0           | 0          |
| A. Jarmolenko   | 23            | 13            | 4             | 1             | 3               | 4               | 0               | 0               | 7                | 2                | 0                | 0                | 1                    | 0                    | 0                    | 0                    | 34       | 19     | 4           | 1          |
| V. Kalytvyncev  | 0             | 0             | 0             | 0             | 0               | 0               | 0               | 0               | 0                | 0                | 0                | 0                | -                    | -                    | -                    | -                    | 0        | 0      | 0           | 0          |
| N. Korzun       | 1             | 0             | 0             | 0             | 0               | 0               | 0               | 0               | 0                | 0                | 0                | 0                | -                    | -                    | -                    | -                    | 1        | 0      | 0           | 0          |
| N. Kranjčar     | 0             | 0             | 0             | 0             | 1               | 0               | 0               | 0               | 0                | 0                | 0                | 0                | 0                    | 0                    | 0                    | 0                    | 1        | 0      | 0           | 0          |
| A. Kravec'      | 12            | 2             | 0             | 0             | 1               | 1               | 0               | 0               | 4                | 0                | 0                | 0                | 1                    | 0                    | 1                    | 0                    | 18       | 3      | 1           | 0          |
| J. Makarenko    | 3             | 0             | 0             | 0             | 3               | 0               | 0               | 0               | 1                | 0                | 0                | 0                | 0                    | 0                    | 0                    | 0                    | 7        | 0      | 0           | 0          |
| D. Mbokani      | 0             | 0             | 0             | 0             | 0               | 0               | 0               | 0               | 0                | 0                | 0                | 0                | 0                    | 0                    | 0                    | 0                    | 0        | 0      | 0           | 0          |
| S. Miakushko    | 4             | 0             | 0             | 0             | 2               | 0               | 0               | 0               | 0                | 0                | 0                | 0                | 0                    | 0                    | 0                    | 0                    | 6        | 0      | 0           | 0          |
| Miguel          | 20            | 2             | 6             | 0             | 4               | 1               | 0               | 0               | 5                | 0                | 1                | 0                | 1                    | 0                    | 0                    | 0                    | 30       | 3      | 7           | 0          |
| J. Moraes       | 20            | 7             | 3             | 0             | 3               | 1               | 0               | 0               | 7                | 1                | 0                | 0                | 1                    | 0                    | 0                    | 0                    | 31       | 9      | 3           | 0          |
| M. Morozjuk     | 7             | 0             | 1             | 0             | 3               | 0               | 0               | 0               | 0                | 0                | 0                | 0                | 1                    | 0                    | 0                    | 0                    | 11       | 0      | 1           | 0          |
| P. Orichovs'kyj | 1             | 0             | 0             | 0             | 0               | 0               | 0               | 0               | 0                | 0                | 0                | 0                | -                    | -                    | -                    | -                    | 1        | 0      | 0           | 0          |
| R. Petrović     | 7             | 1             | 0             | 0             | 5               | 0               | 0               | 0               | 0                | 0                | 0                | 0                | 0                    | 0                    | 0                    | 0                    | 12       | 1      | 0           | 0          |
| S. Rybalka      | 17            | 0             | 4             | 0             | 1               | 0               | 0               | 1               | 7                | 0                | 2                | 0                | 1                    | 0                    | 0                    | 1                    | 26       | 0      | 6           | 2          |
| A. Rudko        | 1             | -1            | 0             | 0             | 1               | -1              | 0               | 0               | 0                | 0                | 0                | 0                | -                    | -                    | -                    | -                    | 2        | -2     | 0           | 0          |
| O. Rybka        | 6             | -3            | 0             | 0             | 4               | -1              | 0               | 0               | 1                | -2               | 0                | 0                | 0                    | 0                    | 0                    | 0                    | 11       | -6     | 0           | 0          |
| S. Sydorčuk     | 19            | 1             | 4             | 0             | 3               | 0               | 1               | 0               | 6                | 0                | 1                | 0                | 1                    | 0                    | 1                    | 0                    | 29       | 1      | 7           | 0          |
| O. Šovkovs'kyj  | 18            | -7            | 0             | 0             | 0               | 0               | 0               | 0               | 7                | -5               | 0                | 0                | 1                    | 0                    | 0                    | 1                    | 26       | -12    | 0           | 1          |
| Ł. Teodorczyk   | 11            | 5             | 0             | 0             | 3               | 1               | 0               | 0               | 4                | 0                | 0                | 0                | 0                    | 0                    | 0                    | 0                    | 18       | 6      | 0           | 0          |
| D. Vida         | 18            | 2             | 2             | 0             | 3               | 0               | 1               | 0               | 5                | 0                | 0                | 0                | 1                    | 0                    | 1                    | 0                    | 27       | 2      | 4           | 0          |